# لیبستوت

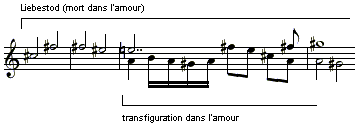
موتیف لیبستوت

لیبستوت (آلمانی: Liebestod; [ˈli:bəsˌto:t] به معنی «مرگ عاشقانه») نام آریای پایان‌بخش اپرای تریستان و ایزولده ریشارد واگنر است. واژهٔ «لیبستوت» متشکل از لیب (Liebe) و توت (Tod) ترکیبی از عشق و مرگ است؛ وصف عشاقی که فرجام عشق خود را در مرگ می‌جویند. نمونه‌های دیگر چنین عشق‌های مرگباری را در رومئو و ژولیت، پوراموس و تیسبه، رنج‌های ورتر جوان و تا حدی بلندی‌های بادگیر می‌توان یافت. خودکشی دونفرهٔ هنریش فون کلایست و همسرش را نیز نمونه‌ای از لیبستوت برشمرده‌اند.
این آریا نقطهٔ اوج پایانی اپرای تریستان و ایزولده است؛ آنجا که ایزولده بر پیکر بی‌جان تریستان آواز می‌خواند.

## بخشی از متن اصلی
Mild und leise
wie er lächelt,
wie das Auge
hold er öffnet
—seht ihr's, Freunde?
Seht ihr's nicht?
Immer lichter
wie er leuchtet,
stern-umstrahlet
hoch sich hebt?
Seht ihr's nicht?